# North Stormont
North Stormont – gmina (ang. township) w Kanadzie, w prowincji Ontario, w hrabstwie Stormont, Dundas i Glengarry.
Powierzchnia North Stormont to 515,54 km². Według danych spisu powszechnego z roku 2001 North Stormont liczy 6855 mieszkańców (13,30 os./km²).

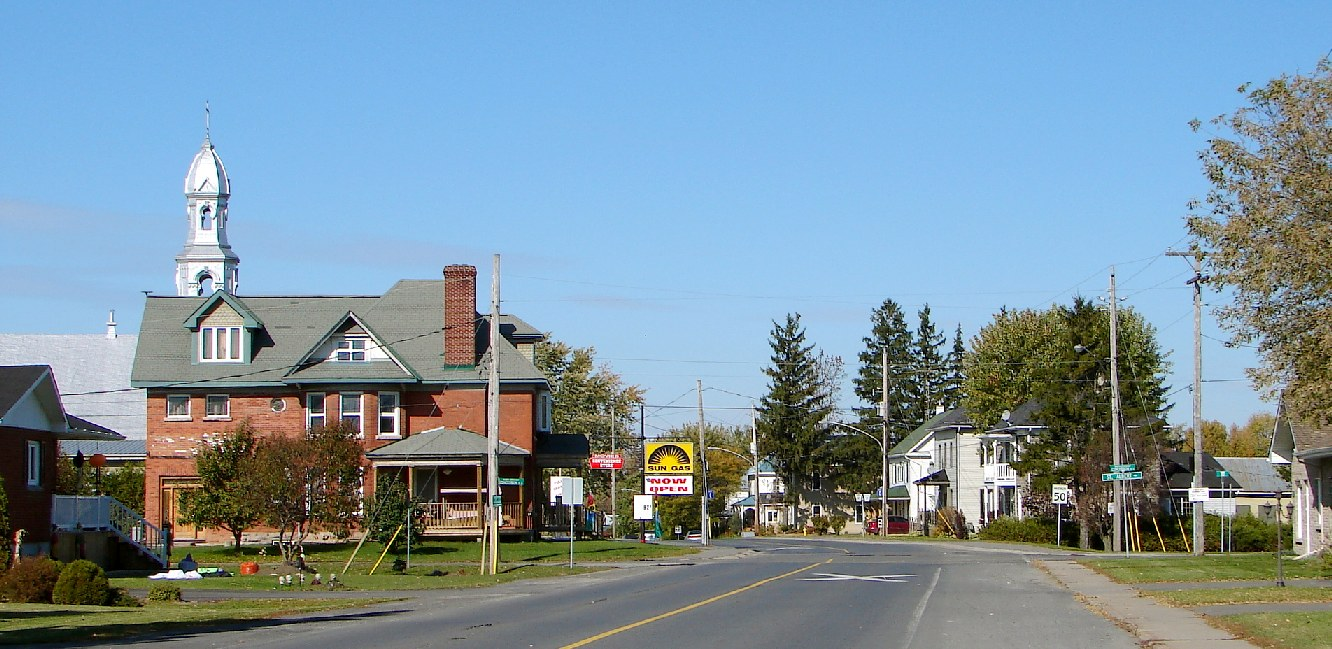
Crysler